# حميمق معروف
الحميمق المعروف أو السقاوة المعروفة أو الحميمق المألوف أو الحميمق الأوراسي أو الصقر الحوام (الاسم العلمي: Buteo buteo) هي طائر جارح متوسط إلى كبير الحجم هي أحد أفراد جنس الحميمق الذي ينتمي لفصيلة البازية من رتبة البازيات. تتغذى هذه السقاوة على الطيور الصغيرة وبعض الزواحف والحشرات. وله نُويعة تُسمّى حميمق سقطري.

## أنواعه
توجد ثلاثة أنماطٍ من الحميمق المعروف ضمن قائمة الصقور:
- الأحمر الثعلبي
- البني الرمادي
- الأسود النادر

والأشكال الوسيطة يتكرر وجودها في دولة الكويت.